# 영국의 대외 관계

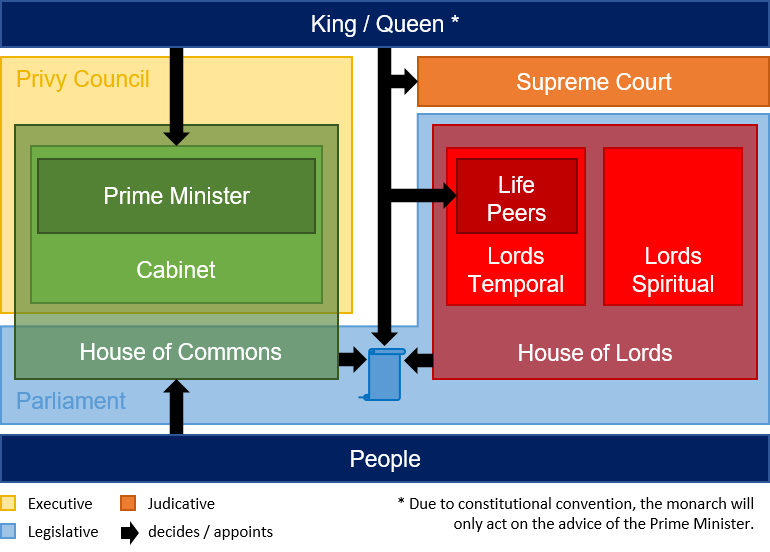
영국 정치 제도의 조직도

영국의 대외 관계에서는 영국과 주요 국가·국제기구와의 관계에 대해 기술한다.

## 각국과의 관계

### 미국
영국과 미국의 관계는 대략 400년 정도 소급된다. 1607년 영국은 "제임스타운"이라고 명명된 북미 대륙 최초의 상주 식민지를 세우기 시작하였고, 오늘날 영국과 미국은 가까운 군사적 동맹체다. 양국은 문화적으로 유사할 뿐만 아니라 군사적 연구와 정보 기구를 공유한다. 영국은 미국으로부터 토마호크 미사일이나 트라이던트 미사일과 같은 무기를 구입했고 미국은 영국으로부터 해리어(Harrier)와 같은 장비를 구매했다. 또한 영국에 대규모 군대를 주둔하고 있다. 최근 영국의 총리와 미국의 대통령은 매우 친밀한 모습을 보여주었다. 가령 토니 블레어와 빌 클린턴 및 이후 조지 W. 부시 대통령 간의 관계, 1980년대 마거릿 대처와 로널드 레이건 등의 관계가 그러하다. 현재 영국의 정책은 혈맹 미국과의 관계는 영국의 "가장 중요한 2자간 관계"임을 표명한다.

### 유럽

#### 프랑스와의 관계
프랑스와 스코틀랜드는 오울드 얼라이언스(Auld Alliance)를 통해 중세 말에 군사적 동맹을 맺고 있었다. 중세 이후로, 프랑스와 잉글랜드는 유럽대륙의 주도권 및 식민지 쟁탈을 놓고 서로 적대국인 경우가 많았으나 때로는 동맹을 맺기도 하였다. 17세기말, 영국과 프랑스는 모두 5대 강국에 속했고 이들 5대 강국이 유지하고 있었던 세력균형원칙은 나폴레옹 전쟁으로 크게 위협받게 되었다. 나폴레옹이 유럽 전체를 지배하려는 것이 아니냐는 의구심이 유럽에 팽배하게 되었다. 그러다가 20세기에 들어오면서, 앙탕트 코르디알(entente cordiale) 정책을 펴면서, 러일 전쟁 이후 프랑스는 영국 및 러시아와 동맹(삼국 협상)을 맺게 된다. 1940년 프랑스 공방전에서 영국이 프랑스를 버렸다는 인식도 있으나, 양국은 현재까지 대체로 우호적인 관계를 유지하고 있다. 제1차, 제2차 세계 대전 이후 국제관계에서는 보조를 함께 하기 시작했다.
유럽 연합의 미래에 대한 것은 양국간의 해묵은 논쟁 거리이다. 샤를 드 골 대통령 치세의 프랑스는 영국이 유럽 경제 공동체에 가입하는 것을 여러 번 반대하였다. 드 골은 영국이 유럽 이외의 지역 특히 미국과 지나친 동맹 관계라는 점을 내세웠다. 영국이 유럽 경제 공동체에 가입한 후, 영국의 마거릿 대처 수상은 유럽 경제 공동체의 분담금을 줄이는 데 노력하고 이를 얻어냈다. 토니 블레어 영국 총리는 프랑스의 경제 정책에 대하여 회의적인 시각을 나타낸 바 있다. 그러나, 프랑스의 니콜라 사르코지 대통령과 동맹 관계를 구축했다. 영국과 프랑스는 모두 식스 네이션스에 참가하고 있다.

#### 우크라이나와의 관계
크림 반도에서 일어난 크림 전쟁 때에는 오스만 제국의 편을 들어주었지만, 현재에는 조금씩 양호적으로 풀리고 있으며, 수교는 1991년경에 실시하였다.

#### 폴란드와의 관계
영국과 폴란드는 15세기부터 교류가 시작되어 제2차 세계 대전 때 주요 동맹국으로 참전했다. 현재 영국에는 많은 폴란드 노동자들이 일하고 있다.

### 아시아

#### 대한민국
영국은 1883년 처음으로 한국과 통상조약을 맺었다. 그 후, 한국 전쟁에 임하여 참전 16개국 중의 하나로서 군사·경제지원 등을 통해서 한국에 대한 공헌이 지대했을 뿐만 아니라, 유엔을 비롯한 기타 많은 국제기구에서의 활동을 통해서 한국의 지위향상·보전 및 우호증진을 위해 많은 노력을 계속한 나라다. 한국에 있어서 영국은 프랑스와 더불어 한국의 대서구제국 관계사에서 중추적인 존재이며, 적어도 전통적으로 대서구 외교전개의 2대 거점국이자 우방국이다. 1883년 우호통상조약이 조인되고 영국과 조선에 각각 영사 또는 공사를 파견하였다가, 일본에 의하여 외교 관계가 단절되었다가 1949년에 양국은 재수교하였다. 한편 영국은 조선민주주의인민공화국과도 외교관계가 있다. 1999년 4월에는 엘리자베스 2세 여왕이 한영 수교 116년 만에 국가 원수로써 최초로 방한하였으며, 2004년 12월 노무현 당시 대통령이 영국을 최초로 국빈 방문하기도 했다. 최근에는 한국에서도 영국에서 선수로 뛰는 축구 선수들이 많은데, 박지성을 시작으로 이청용, 기성용, 손흥민 등의 축구 선수들이 영국의 프로 축구 팀에서 뛰고 있다. 현재 한국에서는 아시아나항공과 대한항공이 매일 인천국제공항에서 영국 런던으로 가는 논스톱 직항편을 운항하고 있으며, 2012년부터 영국항공도 인천국제공항과 런던 히드로 공항을 연결하는 직항편을 운항하고 있다. 2011년부터는 영국의 일부 학교에서는 한국어 수업이 개설되었다.

#### 중화인민공화국과의 관계
영국은 1715년, 청나라로부터 상관 설치를 허락받으며 일부 제한된 범위에서나마 청나라와 무역을 할 수 있었다. 이를 통해 청나라는 영국에 차, 도자기 등을 수출하고 영국은 청나라에 인도산 상아, 모직물을 수출하였다. 그러나 1840년, 청나라가 제1차 아편 전쟁에서 패배해 난징 조약을 체결하였고, 1860년에는 애로호 사건을 빌미로 영국, 프랑스 연합군과 북경 조약을 체결하여 영국과 중국 간의 사이가 나빠졌다. 그러나 제1차 세계대전에서는 영국군과 함께 싸워 승전국이 되었고, 제2차 세계 대전 당시 중화민국과 연합국측에서 같이 싸웠으며, 국교가 수립되었으나 중화인민공화국이 건국되자 1950년 중화민국과 단교, 중화인민공화국과 수교하였다. 그리고 1997년, 영국은 난징 조약에서 떼어간 홍콩을 중국에 반환하였다. 

#### 태국과의 관계
태국은 1826년 영국과 맺은 친선·통상 조약(Treaty of Amity and Commerce)으로 최초로 동남아시아 지역 서양 열강의 등장을 인정했다. 라마 5세 출라롱콘대왕(재위: 1868년~1910년)은 쇄국제도를 풀고 개국하여 1855년 영국과 통상우호조약을 맺었다. 태국은 영국에게는 말레이 인종이 거주하는 말레이 반도의 크다(Kedah), 프를리스(Perlis), 트렝가누(Terengganu), 클란탄(Kelantan)을 할양하여야 했다. 1909년의 영국-시암 조약은 시암과 영국령 말라야 사이의 국경을 정했는데 이것이 오늘날의 국경이 되었다. 이때 말라야의 토후국 파타니와 크다의 일부였던 파타니(Pattani) 주와 얄라(Yala) 주, 나라티왓(Narathiwat) 주, 사뚠(Satun) 주가 태국령이 되었다. 제2차 세계 대전 때 태국이 추축국에 가입하면서 양국 관계가 악화된 적이 있으나, 종전 후 원상복귀되었다.

#### 인도와의 관계
영국은 19세기 중반, 인도의 무굴 제국을 멸망시킴으로써 영국이 인도를 지배하게 되어 빅토리아 여왕은 영국 여왕 직위와 인도 황제의 직위에 앉게 되었다. 영국은 인도에 소금채취 금지법 등 부당한 법제도를 제정하여 인도 국민들에게 엄청난 피해를 주었다. 오늘날 인도의 영웅이라고 추상되는 마하트마 간디는 인도의 독립을 위해 노력한 독립운동가이다. 그 결과 인도는 1947년, 독립하였고 영국과 우호 조약을 맺어 우호 관계를 지속하고 있다.

## 같이 보기
- 영국의 역사
- 소프트 파워
- 영국 외무·영연방부
- 영국의 재외공관 목록